# Die Barbaren
Die Barbaren (Originaltitel: The Barbarians) ist ein 1987 produzierter US-amerikanisch-italienischer Barbarenfilm aus dem Genre der Fantasyfilme. Produziert wurde der Film von der Filmproduktionsgesellschaft Cannon Films. Der Film startete am 5. Mai 1988 in den deutschen Kinos.

## Handlung
Die beiden Zwillingsbrüder Kutchek und Gore sind auf der Suche nach einem magischen Rubin, um ihn den Ragnicks, einem friedfertigen Volk aus Gauklern und Akrobaten, zurückzubringen, da er für diese Frieden und Glück garantiert. Dabei kämpfen sie gegen den brutalen Herrscher Kadar, der den Rubin für sich beansprucht. Nach mehreren Abenteuern können sie zunächst dessen Handlanger überlisten und stellen sich Kadar am Ende des Films zu einem Kampf auf Leben und Tod. Trotz dessen Hinterlist können die Zwillinge ihn besiegen und den Rubin den Ragnicks zurückgeben.

## Hintergrund
- Bei einem Budget von rund 4 Millionen US-Dollar spielte der Film in den USA nur 800.000 Dollar an den Kinokassen wieder ein.[1]
- Der Film wurde an verschiedenen Drehorten in Italien, u. a. in Rom, inszeniert.[2]
- Sheeba Alahani hat hier in der Rolle der China ihre bis dato einzige Filmrolle inne.

## Soundtrack
- Pino Donaggio et al.: The Barbarians. Original Motion Picture Soundtrack. Intrada, San Francisco 1990, Tonträger Nr. MAF 7008D – Originaleinspielung der Filmmusik durch das Orchester Unione Musicisti Di Roma unter der Leitung von Natale Massara

## Rezeption

### Kritik
„Ein knallbuntes, relativ aufwendig produziertes Fantasy-Abenteuer, angesiedelt in grauer Vorzeit; trotz komödiantischer Zwischentöne ein blutiger und brutaler Film.“

Der Film wurde am 16. September 2022 auf Tele 5 im Rahmen der Sendereihe Die schlechtesten Filme aller Zeiten (SchleFaZ), moderiert von Oliver Kalkofe und Peter Rütten, gezeigt.

### Auszeichnung
Die beiden Hauptdarsteller wurden 1988 für die Goldene Himbeere in der Kategorie Worst New Star nominiert.